# American Indian Movement
De American Indian Movement (AIM), is een Indiaanse activistenorganisatie in de Verenigde Staten. AIM kreeg vooral internationale bekendheid met haar bezetting van het Bureau of Indian Affairs in Washington D.C. in 1972 en het vuurgevecht in Wounded Knee (South Dakota) in 1973, op het Pine Ridge-reservaat.
AIM werd in 1968 mede opgericht door Dennis Banks, Herb Powless, Clyde Bellecourt, Eddie Benton Banai en vele anderen in de Indiaanse gemeenschap. Ook Russell Means was een van de vroege leiders.
In de decennia sinds de oprichting van AIM heeft de groep protesten geleid die inheems-Amerikaanse kwesties propageerden, politieactiviteiten geobserveerd en werkgelegenheidsprogramma's gecoördineerd in steden en reservaatgemeenschappen op het platteland door de gehele Verenigde Staten.

## Oorsprong
AIM werd opgericht in Minneapolis op 28 juli 1968. Voorafgaand aan de oprichting zaten sommigen van de leden van AIM in gevangenissen van Minnesota. Hier was het dat hun ideologieën zich zouden vermengen en de oorspronkelijke koers van AIM zou gaan bepalen. Clyde Bellecourt zou voorgesteld worden aan Eddie Benton Banai tijdens zijn gevangenschap, en een herintroductie tot zijn indiaanse afkomst was het resultaat. Het was in deze tijd dat Clyde Bellecourt het feit accepteerde dat hij "niet de smerige Indiaan was, zoals hem was verteld door blanke studenten op school, alwaar hij al dat racisme en die haat moest ondergaan." Vernon Bellecourt heeft tevens tijd uitgezeten in de gevangenis, en werd onder de leiding van zijn broer een van de vroege leiders van AIM. Deze nieuwe ideologie zou een speerpunt worden in de toekomstige koers van AIM en haar leiderschap.
De oprichters van AIM, volgens Peter Matthiessens boek In the Spirit van Crazy Horse, zijn mede Dennis Banks; Clyde Bellecourt, die het Peace Maker Center in Minneapolis beheert en het bestuur waarneemt van Amerikaanse Afdeling van Arbeid en Werkgelegenheidsontwikkeling; Eddie Benton-Banai, schrijver en schoolbeheerder voor de Red School House in Minneapolis en aan de Lac Courte Oreilles, te Wisconsin; en Russell Means, die als acteur gewerkt heeft en nog steeds politiek actief blijft, nu hij zich verkiesbaar stelt als gouverneur van New Mexico en als president van Oglala Sioux Tribe in 2002.
Een andere welbekend AIM-lid is Leonard Peltier, die sinds 1977 een gevangenisstraf uitzit voor diens omstreden veroordeling in de moord op twee FBI-agenten op het Pine Ridge-reservaat in 1975.
De oorspronkelijke missie van AIM bevatte ook het beschermen van inheemse mensen tegen mishandeling door de politie, het gebruik van CB-radio's en politiescanners om op het toneel van vermeende misdaden die met inheemse personen te maken hebben te zijn, voordat de politie arriveert, met het doel om politiemisbruik te voorkomen of te documenteren.

## Vroege protestacties van AIM
De tactiek die AIM gebruikte was gebaseerd op het feit dat de indiaanse activisten voorheen er niet in slaagden resultaten te boeken in de tijd van haar oprichting. AIM geloofde dat voorvechters van indiaanse kwesties die moesten werken binnen het Amerikaanse politieke systeem niet effectief waren geweest. De politiek negeerde gewoonweg de indiaanse belangen. Aldus besloot de leiding van AIM dat een agressievere benadering nodig was om hun stem gehoord te laten worden. Tot deze tijd waren de indiaanse voorvechters vrij passief en bevatte het typische lobbyen met het Congres en de wetgevende macht van de betreffende staten.
AIM maakte gebruik van de Amerikaanse media om haar eigen onverbloemde boodschap aan het Amerikaanse publiek door te geven. Het deed dit door ervoor te zorgen dat de pers een gebeurtenis kregen die ze maar al te graag wilden rapporteren voor hun krant of televisie- of radiozender.

## Bezettingen
In een tijd waarin vreedzame zitacties de norm waren voor protestacties, waren de AIM-bezettingen opvallend krachtig. Sommigen bleken spontane resultaten te zijn van protestbijeenkomsten en sommigen waren gewapende bezettingen van publieke faciliteiten. De bezettingen van AIM waren onder andere:
- Het schip Mayflower II op Thanksgiving Day 1970 (het 350ste jubileum van het aan land komen van de Pilgrim Fathers)
- Een verlaten marineluchtbasis bij Minneapolis, 1970
- De Winter Dam, Lac Courte Oreilles (Wisconsin), juli 1971
- Mount Rushmore, 5 juli, 1971
- Hoofdkantoor van het Bureau of Indian Affairs, Washington D.C., november 1971
- Gerechtshof van Custer County (South Dakota), 1973
- Pine Ridge Indian Reservation, bekend als het Wounded Knee-incident, 1973 (71 dagen, ten minste 2 doden)

De bezetting van Alcatraz Island in 1969, algemeen in verband gebracht met AIM, werd eigenlijk georganiseerd door een losse federatie van Indianen-groepen die zich de "Indians of All Tribes" noemden. Hoewel de opkomende rol van AIM in de bezetting uiterst minimaal was, moet deze gebeurtenis desondanks begrepen worden als een katalysator voor de snelle groei en ontwikkeling van AIM.
De Amerikaanse regering beweerde dat de American Indian Movement een "extremistische" organisatie was, vanwege "illegale bomplaatsingen, de fabricage van explosieven en andere terroristische activiteiten". Van AIM-leden wordt beweerd dat zij in het bezoekerscentrum van Mount Rushmore een bom af hebben laten gaan in juni 1975, en aanvullende bommen hebben geplaatst bij energiecentrales op het Pine Ridge reservaat in datzelfde jaar.

## De Pine Ridge Incidenten
In 1973 barricadeerden AIM-activisten en lokale Oglala zich in het gehuchtje Wounded Knee op het Pine Ridge reservaat in South Dakota, hetgeen leidde tot een 71-daagse "stand-off" met federale agenten. In de opeenvolgende rechtszittingen werden de meeste AIM-leden vrijgesproken.
De stand-off van 1973 concentreerde zich rond beschuldigingen van federaal- en tribaal politie-geweld op het Pine Ridge Reservaat als ook beschuldigingen van geweld door de door de overheid gesponsorde militie Guardians of the Oglala Nation (GOONS), die functioneerde als privé-militie voor de omstreden lokale leider Richard Wilson. Wilson werd beschuldigd van corruptie, machtsmisbruik, uitverkoop van graas-rechten op tribale grond aan lokale boeren, en vervalste verkiezingen. Op de achtergrond speelde een federale schikking omtrent de claim van Pine Ridge op de goud-rijke Black Hills van South Dakota, door de inheemse bewoners beschouwd als heilige grond, beschermd door verdragen zoals de Fort Laramie Treaty van 1868 die zoals vaker het geval eindeloos gebroken zijn door de Amerikaanse overheid. De AIM werd ervan verdacht elf mensen gegijzeld te hebben die loyaal waren aan het bewind van Wilson. Op 5 mei 1973 kwamen de activisten en de overheid na hevige vuurgevechten en de dood van lokale Oglala activist Lawrence "Buddy" Lamont tot een overeenstemming en 3 dagen later werd de bezetting beëindigd.
Op 26 juni 1975 leidde een vuurgevecht tussen AIM-leden en FBI-agenten tot de dood van AIM-lid Joseph Stuntz en twee FBI-agenten, te weten Jack Coler en Ronals Williams. Leonard Peltier werd uiteindelijk veroordeeld voor de dood van de twee agenten. Tijdens de rechtszaak, zo bleek later, hield de FBI belangrijk ontlastend bewijsmateriaal achter, intimideerde en manipuleerde getuigen en fabriceerde belastend bewijsmateriaal. Maar de handelingen van de FBI bleken voor de rechter onvoldoende reden om de rechtszaak te heropenen. Ook het naderhand toegeven van de openbare aanklager "niet te weten wie de agenten heeft gedood" en het verzoek van Amnesty International de rechtszaak te heropenen, kon de rechter niet op andere gedachten brengen. Vele AIM-activisten beweren daarnaast dat de AIM-leden die de FBI-agenten neerschoten dit uit zelfverdediging deden en dat het doden dus geen moord maar noodweer betreft. En inderdaad werden twee van Peltiers medeverdachten in de moordzaak vrijgesproken op grond van zelfverdediging in een aparte rechtszitting. Critici wijzen op het feit dat een van de agenten van dichtbij was beschoten nadat hij al gewond was met zijn handen omhoog. Deze doding en de daaropvolgende veroordeling van Peltier zijn belangrijke strijdpunten geweest tussen de activisten en FBI-agenten. Ook pleidooien van het Europees Parlement, Nelson Mandela, de 14e Dalai Lama en Moeder Teresa leidden niet tot gratie voor Peltier.
Rechter Gerald Heaney van US Court of Appeals (Amerikaanse Hof van Hoger Beroep) concludeerde dat "Indianen" gedeeltelijk verwijtbaar waren voor het vuurgevecht in 1975 waarin Stunz, Coler en Williams het leven lieten, maar dat de federale regering 'overdreven' gereageerd had tijdens en na de stand-off in 1973. Heaney zei dat deze overdrijving een klimaat van terreur creëerde dat leidde tot de fatale schoten. De dood van AIM-lid Joseph Stuntz is overigens nooit onderzocht, zoals vaker met inheemse slachtoffers van doodslag.
Al vanaf 2007 weigert de Sioux Natie een schikking te accepteren waarin hen compensatie voor de Black Hills aangeboden werd, aangezien dit een eind zou betekenen aan hun eis tot teruggave van hun heilige grond. Sinds 1973 hebben verscheidende aan AIM verbonden groeperingen een kamp opgeslagen bij de Black Hills om zich te verzetten tegen wat zij noemen een eigenmachtige schikking.
AIM hield vol dat de bewoners van Wounded Knee hun hulp hadden ingeroepen om hun huizen te beschermen tegen aanvallen van overheden en "verontruste burgers", maar dat de FBI hen omsingeld had waarmee zij de AIM-leden in feite gijzelden. Vele Wounded Knee-bewoners spreken dit echter tegen en zeggen dat de bezetting door AIM juist leidde tot de vernietiging van hun gemeenschap en hun huizen. Een aantal rechtszittingen waren het resultaat van deze confrontatie dat z'n beurt weer resulteerde in een paar vechtpartijen in rechtszalen met ordediensten, maar slechts weinige AIM-leden werden veroordeeld voor hun rol in de stand-off.
Advocaat Larry Levanthal, die als raadsman voor AIM diende heeft gezegd: "De rechtbanken vonden dat er illegaal gebruik was gemaakt van het leger, van illegaal afluisteren, valse getuigenissen, het omkopen van getuigen, het verhullen van misdaden, het ondergeschikt maken van meineed, bedrog van de raad en bedrog van het hof".